# 斯科特·佩利
斯科特·佩利（英語：Scott Cameron Pelley，1957年7月28日—）是一位美國電視新聞記者，他現在是CBS晚間新聞的主持人，並且也是CBS新聞節目60分鐘的記者。他從1989年開始在CBS工作。

## 外部連結
- Scott Pelley's bio at CBSnews.com （页面存档备份，存于）